# Washingtonia filifera
La palma californiana (Washingtonia filifera (Rafarin) H.Wendl. ex de Bary) è una palma nativa della California meridionale, dell'Arizona sud-occidentale e del Messico settentrionale.

## Descrizione
In condizioni ottimali cresce sino a 25–30 m. Le foglie hanno un picciolo lungo sino a 2 m,  
Può sopportare temperature fino a −10/−12 °C, infatti è una delle palme più resistenti per i climi temperati, sopporta la neve, basta che non ci sia troppo spesso.

## Conservazione
La Lista rossa IUCN classifica Washingtonia filifera come specie prossima alla minaccia di estinzione (Near Threatened).

## Usi
Questa palma è adatta per creare alberature pubbliche nei litorali e viene ampiamente coltivata nei giardini privati soprattutto mediterranei, pur riuscendo a sopravvivere in posizioni riparate al nord Italia; questa specie viene spesso piantata per la sua rusticità e l'adattabilità a diversi climi e terreni, anche se non si avrà una crescita ottimale nei terreni con ristagni idrici. Questa palma è una delle palme più utilizzate in America centrale, soprattutto in aree desertiche, dove viene impiegata per creare suggestivi viali alberati.